# Phantom (musical)
Phantom (oryg. Phantom: The American Musical Sensation) – musical Maury’ego Yestona i Arthura Kopita, na podstawie powieści Gastona Leroux z 1910 roku Upiór w operze. Premiera odbyła się w 1991 roku w Houston (Teksas), od tego czasu spektakl został wystawiony ponad 1000 razy.
W Polsce spektakl został wystawiony w roku 2006 przez poznański Teatr Muzyczny oraz 20 lutego 2011 roku odbył się premierowy pokaz Opery Śląskiej.
Musical Phantom znacznie różni się od musicalu Upiór w operze Andrew Lloyd Webbera, a jego operowa realizacja w Bytomiu łączy niejako cechy gatunkowe musicalu i opery.